# Глубоководный горизонт
«Глубоководный горизонт» (англ. Deepwater Horizon) — американский биографический фильм-катастрофа 2016 года, восьмой полнометражный фильм режиссёра Питера Берга основанный на взрыве «Глубоководного горизонта» и разливе нефти в Мексиканском заливе. Питер Берг снял его по сценарию Мэтью Майкла Карнахана и Мэтью Сэнда. В нём снимаются Марк Уолберг, Курт Рассел, Джон Малкович, Джина Родригес, Дилан О’Брайен и Кейт Хадсон. Это адаптировано из статьи «Последние часы Deepwater Horizon», опубликованной 25 декабря 2010 года в The New York Times Дэвидом Барстоу, Дэвидом Роде и Стефани Сол.
Основные съёмки начались 27 апреля 2015 года в Новом Орлеане, штат Луизиана. Премьера фильма состоялась на Международном кинофестивале в Торонто в 2016 году и была выпущена в прокат в США 30 сентября 2016 года. Фильм получил в целом положительные отзывы, но стал кассовым провалом, собрав чуть менее 122 миллионов долларов по всему миру при бюджете в 110 миллионов долларов, что привело к убыткам студии в размере 60-112 миллионов долларов. Фильм был номинирован на два «Оскара» на 89-й церемонии вручения премии «Оскар»: за лучший монтаж звука и лучшие визуальные эффекты, а также на премию BAFTA за лучший звук на 70-й церемонии вручения кинопремии Британской академии.

## Сюжет
20 апреля 2010 года Deepwater Horizon, нефтяная платформа, эксплуатируемая частным подрядчиком Transocean, завершит бурение у южного побережья Луизианы по поручению BP. Главный техник по электронике Майкл «Майк» Уильямс и менеджер по монтажу на шельфе Джеймс «Мистер Джимми» Харрелл с удивлением узнают, что рабочие, назначенные для проверки целостности недавно завершенных цементных работ, были отправлены домой пораньше, без ведения журнала фиксации цемента (CBL), по настоянию менеджеров BP Дональда Видрина и Роберт Калуца.
Пока Майк готовит буровую команду, включая Калеба Холлоуэя, Шейна Рошто и Адама Вайзе, Харрелл встречается с Видрином и убеждает его провести испытание отрицательным давлением, которое показывает, что цемент неправильно изолировал скважину от резервуара высокого давления. Видрин оспаривает результаты тестирования и заказывает повторное тестирование. После того, как второе тестирование завершилось успешно, Видрин оказывает давление на старшего инструментальщика Джейсона Андерсона, чтобы тот провел дополнительные тесты, и приказывает буровой установке удалить буровой раствор и подготовить установку к переходу к следующей работе.
Поначалу операция проходит гладко, но в конечном итоге цементные работы полностью проваливаются, вызывая массовый выброс, который подавляет и убивает Вайзе, Рошто и большинство других членов буровой бригады. Холлоуэю и Видрине удается вовремя эвакуировать людей с этажа.
Цепочка неисправностей оборудования вкупе с неудачной попыткой запечатать скважину приводит к возгоранию нефти, в результате чего Андерсон и другие рабочие погибают. Андреа Флейтас, оператор динамического позиционирования буровой установки, пытается предупредить береговую охрану, но её начальник, капитан Курт Кухта, отклоняет это предложение на том основании, что буровой установке не угрожает никакая непосредственная опасность, по крайней мере, до тех пор, пока буровая установка не охвачена пламенем, тогда Кухта сам посылает запрос о помощи. Поскольку нефть теперь извергается в океан, покрытый нефтью пеликан влетает на мостик соседнего судна «Деймон Бэнкстон», которое находилось там для сбора бурового раствора из скважины, и погибает; судно направляется к буровой установке как раз в тот момент, когда рабочие начинают лихорадочную эвакуацию, высылая спасательную команду команда, увидев, что буровая установка загорелась. Харрелл, все ещё живой, хотя и серьёзно раненный при взрыве, спасается Майком и берет на себя контроль над ситуацией, только чтобы обнаружить, что буровую установку спасти невозможно. Аарон Дейл Беркин, близкий друг Майка, жертвует собой, чтобы горящий кран не рухнул на выжившую команду, в то время как Майку и Калебу удается спасти Видрин и Калузу и доставить их в безопасное место.
Когда наступает ночь и горящая нефть освещает район, Береговая охрана узнает об инциденте и отправляет корабли и вертолёты для спасения выживших, которых переправляют на спасательных шлюпках на «Деймон Бэнкстон», поскольку он уже был на месте происшествия, чтобы помочь в эвакуации и спасении. Когда все спасательные шлюпки заполнены, Майк находит аварийный спасательный плот, но он отделяется от буровой установки прежде, чем он и Андреа успевают подняться на борт, в результате чего у последней начинается приступ паники. Как раз в тот момент, когда нефть в самой скважине воспламеняется и разрушает буровую установку, двое прыгают в воду и их подбирают спасатели, которые затем переправляют их на «Деймон Бэнкстон», где выжившая команда оплакивает своих погибших членов экипажа и читает молитву Господню.
Вернувшись домой, рабочие воссоединяются со своими семьями в вестибюле отеля; во время чего родители одного из пропавших членов экипажа пристают к Майку, в результате чего у него начинается приступ паники. К счастью, семья Майка спешит утешить его.
Фильм заканчивается серией роликов, демонстрирующих последствия катастрофы, включая показания реального Майка Уильямса и откровение о том, что Дональд Видрин и Роберт Калуца были единственными двумя людьми, привлеченными к ответственности за свои действия; обоим было предъявлено обвинение по одиннадцати пунктам обвинения в непредумышленном убийстве. К 2015 году эти обвинения были сняты. Перед титрами появляются фотографии одиннадцати человек, которые погибли. Постскриптум к фильму гласит: «Выброс продолжался 87 дней, в результате чего в Мексиканский залив вылилось около 210 миллионов галлонов нефти. Это была самая страшная нефтяная катастрофа в истории США».

## В ролях
| Актёр                | Роль              |
| -------------------- | ----------------- |
| Марк Уолберг         | Майк Уильямс      |
| Курт Рассел          | Джимми Харрелл    |
| Джон Малкович        | Дональд Видрин    |
| Джина Родригес       | Андреа Флетас     |
| Дилан О’Брайен       | Калеб Холлоуэй    |
| Кейт Хадсон          | Фелиция Уильямс   |
| Итан Сапли           | Джейсон Андерсон  |
| Генри Фрост          | Шейн М. Рошто     |
| Джереми Сэнд         | Адам Вайзе        |
| Дуглас М. Гриффин    | Лэндри            |
| Джеймс ДюМонт        | О'Брайен          |
| Брэд Лелэнд          | Калуза            |
| Дэвид Мальдонадо     | Кучта             |
| Дж. Д. Эвермор       | Дьюи А. Реветт    |
| Джейсон Киркпатрик   | Аарон Дейл Бёркин |
| Стелла Аллен         | Сидни             |
| Джо Крест            | Симс              |
| Роберт Уокер Браншод | Дуг Браун         |
| Питер Берг           | Мистер Скип камео |

## История создания
8 марта 2011 года было объявлено, что Summit Entertainment, Participant Media и Imagenation приобрели права на экранизацию статьи, опубликованной в The New York Times, под названием «Последние часы Глубоководного горизонта». Она была написана Дэвидом Барстоу, Дэвидом Родом и Стефани Солом и основана на реальных событиях, произошедших на нефтяной платформе «Глубоководный горизонт» в 2010 году. Сценаристом фильма стал Мэттью Сэнд, а продюсером — Лоренцо Ди Бонавентура, который привлёк к съёмкам свою студию Di Bonaventura Pictures. 24 июля 2012 года к производству присоединилась компания Lionsgate. Через некоторое время вторым продюсером фильма стал Марк Вахрадян. Летом 2014 года Мэттью Майкл Карнахан присоединился к работе над фильмом в качестве ещё одного сценариста. 11 июля 2014 года было объявлено, что режиссёром фильма стал Джей Си Чендор («Не угаснет надежда»), однако 30 января 2015 года он заявил, что отказался от этой должности в связи с возникшими творческими разногласиями. Его место занял Питер Берг.

### Кастинг
19 августа 2014 года стало известно, что Марк Уолберг получил главную роль в фильме. Он будет играть главного тех. инженера Майка Уильямса, работающего на нефтяной платформе «Глубоководный горизонт». 18 марта 2015 года Джина Родригес получила одну из главных ролей. В апреле 2015 года к фильму присоединились Курт Рассел, Джон Малкович и Дилан О’Брайен. 7 мая 2015 года Кейт Хадсон присоединилась к актёрскому составу. Она получила роль жены Майка Уильямса, персонажа Уолберга.

### Съёмочный процесс
Съёмки, начавшиеся 18 мая 2015 года, проходили в Новом Орлеане. Некоторые сцены к фильму были сняты в Англии в городе Ливерпуль.

### Маркетинг
Первый трейлер к фильму вышел 23 марта 2016 года.

### Прокат
Премьера в Великобритании, России и Сингапуре состоялась 29 сентября 2016 года, в Канаде, Мексике и Пакистане — 30 сентября 2016 года, в Италии, Македонии и Чили — 6 октября 2016 года.

## Критика
«Глубоководный горизонт» получил положительные отзывы кинокритиков. На сайте Rotten Tomatoes фильм имеет рейтинг 82 % на основе 267 рецензиях со средним баллом 6,9 из 10. На сайте Metacritic картина имеет оценку 68 из 100 на основе 52 рецензий критиков, что соответствует статусу «в целом положительные отзывы».

## Награды и номинации
| Награды и номинации | Награды и номинации             | Награды и номинации                                                | Награды и номинации                                                                      | Награды и номинации |
| Церемония           | Награда                         | Категория                                                          | Номинант                                                                                 | Результат           |
| ------------------- | ------------------------------- | ------------------------------------------------------------------ | ---------------------------------------------------------------------------------------- | ------------------- |
| 2016                | Teen Choice Awards              | Choice Movie: Актёр. AnTEENcipated                                 | Дилан О’Брайен                                                                           | Победа              |
| 2017                | Национальный совет кинокритиков | Премия «В центре внимания»                                         | Творческое сотрудничество Питера Берга и Марка Уолберга (также за фильм «День патриота») | Победа              |
| 2017                | People's Choice Awards          | Любимый драматический фильм                                        |                                                                                          | Номинация           |
| 2017                | VES Awards                      | Лучшие дополнительные визуальные эффекты в фотореалистичном фильме |                                                                                          | Победа              |
| 2017                | VES Awards                      | Лучшее создание моделей в фотореалистичном или анимационном фильме |                                                                                          | Победа              |
| 2017                | Оскар                           | Лучшие визуальные эффекты                                          |                                                                                          | Номинация           |
| 2017                | Оскар                           | Лучший звуковой монтаж                                             |                                                                                          | Номинация           |
| 2017                | BAFTA                           | Лучший звук                                                        |                                                                                          | Номинация           |